# Natation sportive aux championnats du monde de natation 2025
Navigation
Doha 2024 Budapest 2027
Les épreuves de natation sportive aux championnats du monde de natation 2025 ont lieu du 27 juillet au 3 août 2025 au Singapore Sports Hub Singapour.

## Qualification
Chaque fédération nationale est autorisée à inscrire un maximum de deux athlètes dans chaque épreuve individuelle, à condition qu'ils aient tous deux atteint le temps de qualification standard « A » lors d'une compétition certifiée World Aquatics entre le 9 mars 2024 et le 29 juin 2025. Les fédérations pouvaient inscrire un athlète à l'épreuve s'il avait atteint le temps de qualification standard « B ». Les fédérations ont la possibilité d'aligner un athlète déjà qualifié sur une épreuve dans une autre épreuve si aucun athlète national n'a pu se qualifier.
Les fédérations comptant moins de quatre nageurs ayant atteint les temps de qualification standard pouvaient constituer un quota de quatre en ajoutant des nageurs n'ayant pas atteint les critères de qualification standard, à condition de maintenir un équilibre entre les sexes parmi les participants.
|                    | Homme            | Homme            | Femme            | Femme            |
| Event              | Temps standard A | Temps standard B | Temps standard A | Temps standard B |
| 50 m nage libre    | 22.05            | 22.82            | 24.86            | 25.73            |
| 100 m nage libre   | 48.34            | 50.03            | 54.25            | 56.15            |
| 200 m nage libre   | 1:46.70          | 1:50.43          | 1:58.23          | 2:02.37          |
| 400 m nage libre   | 3:48.15          | 3:56.14          | 4:10.23          | 4:18.99          |
| 800 m nage libre   | 7:48.66          | 8:05.06          | 8:34.62          | 8:52.63          |
| 1500 m nage libre  | 15:01.89         | 15:33.46         | 16:24.56         | 16:59.02         |
| 50 m dos           | 25.11            | 25.99            | 28.22            | 29.21            |
| 100 m dos          | 53.94            | 55.83            | 1:00.46          | 1:02.58          |
| 200 m dos          | 1:58.07          | 2:02.20          | 2:11.08          | 2:15.67          |
| 50 m brasse        | 27.33            | 28.29            | 30.75            | 31.83            |
| 100 m brasse       | 59.75            | 1:01.84          | 1:06.87          | 1:09.21          |
| 200 m brasse       | 2:10.32          | 2:14.88          | 2:25.91          | 2:31.02          |
| 50 m papillon      | 23.36            | 24.18            | 26.23            | 27.15            |
| 100 m papillon     | 51.77            | 53.58            | 58.33            | 1:00.37          |
| 200 m papillon     | 1:56.51          | 2:00.59          | 2:09.21          | 2:13.73          |
| 200 m quatre nages | 1:59.05          | 2:03.22          | 2:12.83          | 2:17.48          |
| 400 m quatre nages | 4:17.48          | 4:26.49          | 4:43.06          | 4:52.97          |

Chaque fédération nationale pouvait inscrire une équipe à chaque relais, équipe qui doit être composée de nageurs participant également aux épreuves individuelles, ainsi que de nageurs de relais uniquement, qui devaient avoir atteint la norme B pour la nage et la distance correspondantes.

## Programme
42 épreuves sont inscrites au programme.
| Q | Séries qualificatives | ½ | Demi-finales | F | Finale |

| Date →                 | Dim 27 | Dim 27 | Lun 28 | Lun 28 | Mar 29 | Mar 29 | Mer 30 | Mer 30 | Jeu 31 | Jeu 31 | Ven 1 | Ven 1 | Sam 2 | Sam 2 | Dim 3 | Dim 3 |
| Épreuve ↓              | M      | S      | M      | S      | M      | S      | M      | S      | M      | S      | M     | S     | M     | S     | M     | S     |
| ---------------------- | ------ | ------ | ------ | ------ | ------ | ------ | ------ | ------ | ------ | ------ | ----- | ----- | ----- | ----- | ----- | ----- |
| 50 m nage libre        |        |        |        |        |        |        |        |        |        |        | Q     | ½     |       | F     |       |       |
| 100 m nage libre       |        |        |        |        |        |        | Q      | ½      |        | F      |       |       |       |       |       |       |
| 200 m nage libre       |        |        | Q      | ½      |        | F      |        |        |        |        |       |       |       |       |       |       |
| 400 m nage libre       | Q      | F      |        |        |        |        |        |        |        |        |       |       |       |       |       |       |
| 800 m nage libre       |        |        |        |        | Q      |        |        | F      |        |        |       |       |       |       |       |       |
| 1500 m nage libre      |        |        |        |        |        |        |        |        |        |        |       |       | Q     |       |       | F     |
| 50 m dos               |        |        |        |        |        |        |        |        |        |        |       |       | Q     | ½     |       | F     |
| 100 m dos              |        |        | Q      | ½      |        | F      |        |        |        |        |       |       |       |       |       |       |
| 200 m dos              |        |        |        |        |        |        |        |        | Q      | ½      |       | F     |       |       |       |       |
| 50 m brasse            |        |        |        |        | Q      | ½      |        | F      |        |        |       |       |       |       |       |       |
| 100 m brasse           | Q      | ½      |        | F      |        |        |        |        |        |        |       |       |       |       |       |       |
| 200 m brasse           |        |        |        |        |        |        |        |        | Q      | ½      |       | F     |       |       |       |       |
| 50 m papillon          | Q      | ½      |        | F      |        |        |        |        |        |        |       |       |       |       |       |       |
| 100 m papillon         |        |        |        |        |        |        |        |        |        |        | Q     | ½     |       | F     |       |       |
| 200 m papillon         |        |        |        |        | Q      | ½      |        | F      |        |        |       |       |       |       |       |       |
| 200 m quatre nages     |        |        |        |        |        |        | Q      | ½      |        | F      |       |       |       |       |       |       |
| 400 m quatre nages     |        |        |        |        |        |        |        |        |        |        |       |       |       |       | Q     | F     |
| 4 × 100m nage libre    | Q      | F      |        |        |        |        |        |        |        |        |       |       |       |       |       |       |
| 4 × 200 m nage libre   |        |        |        |        |        |        |        |        |        |        | Q     | F     |       |       |       |       |
| 4 × 100 m quatre nages |        |        |        |        |        |        |        |        |        |        |       |       |       |       | Q     | F     |

| Date →                 | Dim 27 | Dim 27 | Lun 28 | Lun 28 | Mar 29 | Mar 29 | Mer 30 | Mer 30 | Jeu 31 | Jeu 31 | Ven 1 | Ven 1 | Sam 2 | Sam 2 | Dim 3 | Dim 3 |
| Épreuve ↓              | M      | S      | M      | S      | M      | S      | M      | S      | M      | S      | M     | S     | M     | S     | M     | S     |
| ---------------------- | ------ | ------ | ------ | ------ | ------ | ------ | ------ | ------ | ------ | ------ | ----- | ----- | ----- | ----- | ----- | ----- |
| 50 m nage libre        |        |        |        |        |        |        |        |        |        |        |       |       | Q     | ½     |       | F     |
| 100 m nage libre       |        |        |        |        |        |        |        |        | Q      | ½      |       | F     |       |       |       |       |
| 200 m nage libre       |        |        |        |        | Q      | ½      |        | F      |        |        |       |       |       |       |       |       |
| 400 m nage libre       | Q      | F      |        |        |        |        |        |        |        |        |       |       |       |       |       |       |
| 800 m nage libre       |        |        |        |        |        |        |        |        |        |        | Q     |       |       | F     |       |       |
| 1500 m nage libre      |        |        | Q      |        |        | F      |        |        |        |        |       |       |       |       |       |       |
| 50 m dos               |        |        |        |        |        |        | Q      | ½      |        | F      |       |       |       |       |       |       |
| 100 m dos              |        |        | Q      | ½      |        | F      |        |        |        |        |       |       |       |       |       |       |
| 200 m dos              |        |        |        |        |        |        |        |        |        |        | Q     | ½     |       | F     |       |       |
| 50 m brasse            |        |        |        |        |        |        |        |        |        |        |       |       | Q     | ½     |       | F     |
| 100 m brasse           |        |        | Q      | ½      |        | F      |        |        |        |        |       |       |       |       |       |       |
| 200 m brasse           |        |        |        |        |        |        |        |        | Q      | ½      |       | F     |       |       |       |       |
| 50 m papillon          |        |        |        |        |        |        |        |        |        |        | Q     | ½     |       | F     |       |       |
| 100 m papillon         | Q      | ½      |        | F      |        |        |        |        |        |        |       |       |       |       |       |       |
| 200 m papillon         |        |        |        |        |        |        | Q      | ½      |        | F      |       |       |       |       |       |       |
| 200 m quatre nages     | Q      | ½      |        | F      |        |        |        |        |        |        |       |       |       |       |       |       |
| 400 m quatre nages     |        |        |        |        |        |        |        |        |        |        |       |       |       |       | Q     | F     |
| 4 × 100 m nage libre   | Q      | F      |        |        |        |        |        |        |        |        |       |       |       |       |       |       |
| 4 × 200 m nage libre   |        |        |        |        |        |        |        |        | Q      | F      |       |       |       |       |       |       |
| 4 × 100 m quatre nages |        |        |        |        |        |        |        |        |        |        |       |       |       |       | Q     | F     |

| Date →                 | Dim 27 | Dim 27 | Lun 28 | Lun 28 | Mar 29 | Mar 29 | Mer 30 | Mer 30 | Jeu 31 | Jeu 31 | Ven 1 | Ven 1 | Sam 2 | Sam 2 | Dim 3 | Dim 3 |
| Épreuve ↓              | M      | S      | M      | S      | M      | S      | M      | S      | M      | S      | M     | S     | M     | S     | M     | S     |
| ---------------------- | ------ | ------ | ------ | ------ | ------ | ------ | ------ | ------ | ------ | ------ | ----- | ----- | ----- | ----- | ----- | ----- |
| 4 × 100 m nage libre   |        |        |        |        |        |        |        |        |        |        |       |       | Q     | F     |       |       |
| 4 × 100 m quatre nages |        |        |        |        |        |        | Q      | F      |        |        |       |       |       |       |       |       |

## Podiums
Légende :

RM : record du monde   -   RMj : record du monde junior   -   RAf : record d'Afrique    -   RAm : record d'Amérique   -   RAs : record d'Asie   -   RE : record d'Europe   -   RO : record d'Océanie   -   RC : record des championnats   -   RN : record national

### Hommes
| Épreuves                                   | Or | Or                   | Argent | Argent            | Bronze | Bronze           |
| ------------------------------------------ | --- | -------------------- | --- | ----------------- | --- | ---------------- |
| Nage libre                                 | |                      | |                   | |                  |
| 50 m résultats détaillés                   | Cameron McEvoy | 21 s 14              | Benjamin Proud | 21 s 26           | Jack Alexy | 21 s 46          |
| 100 m résultats détaillés                  | David Popovici | 46 s 51 RC, RE       | Jack Alexy | 46 s 92           | Kyle Chalmers | 47 s 17          |
| 200 m résultats détaillés                  | David Popovici | 1 min 43 s 53        | Luke Hobson | 1 min 43,84 s     | Tatsuya Murasa | 1 min 44,54 s RN |
| 400 m résultats détaillés                  | Lukas Märtens | 3 min 42 s 35        | Samuel Short | 3 min 42 s 37     | Kim Woo-min | 3 min 42 s 60    |
| 800 m résultats détaillés                  | Ahmed Jaouadi | 7 min 36 s 88        | Sven Schwarz | 7 min 39 s 96     | Lukas Märtens | 7 min 40 s 19    |
| 1 500 m résultats détaillés                | Ahmed Jaouadi | 14 min 34 s 41       | Sven Schwarz | 14 min 35 s 69    | Robert Finke | 14 min 36 s 60   |
| Dos                                        | |                      | |                   | |                  |
| 50 m résultats détaillés                   | NABWorld Aquatics : Neutral Athletes Team B (équipe B des athlètes neutres – athlètes russes autorisés –) Kliment Kolesnikov                                                                                                 | 23 s 68 RC           | Pieter Coetze NABWorld Aquatics : Neutral Athletes Team B (équipe B des athlètes neutres – athlètes russes autorisés –) Pavel Samusenko | 24 s 17           | Non attribué | Non attribué     |
| 100 m résultats détaillés                  | Pieter Coetze | 51 s 85 RAf          | Thomas Ceccon | 51 s 90           | Yohann Ndoye-Brouard                                                                                                   | 51 s 92 RN       |
| 200 m résultats détaillés                  | Hubert Kós | 1 min 53 s 19 RE     | Pieter Coetze | 1 min 53 s 26 RAf | Yohann Ndoye-Brouard                                                                                                   | 1 min 54 s 62    |
| Brasse                                     | |                      | |                   | |                  |
| 50 m résultats détaillés                   | Simone Cerasuolo | 26 s 54              | NABWorld Aquatics : Neutral Athletes Team B (équipe B des athlètes neutres – athlètes russes autorisés –) Kirill Prigoda                | 26 s 62           | Qin Haiyang | 26 s 67          |
| 100 m résultats détaillés                  | Qin Haiyang | 58 s 23              | Nicolò Martinenghi | 58 s 58           | Denis Petrashov | 58 s 88 RN       |
| 200 m résultats détaillés                  | Qin Haiyang | 2 min 7 s 41         | Ippei Watanabe | 2 min 7 s 70      | Caspar Corbeau | 2 min 7 s 73     |
| Papillon                                   | |                      | |                   | |                  |
| 50 m résultats détaillés                   | Maxime Grousset | 22 s 48 RN           | Noè Ponti | 22 s 51 RN        | Thomas Ceccon | 22 s 67 RN       |
| 100 m résultats détaillés                  | Maxime Grousset | 49 s 62 RE           | Noè Ponti | 49 s 83           | Ilya Kharun | 50 s 07          |
| 200 m résultats détaillés                  | Luca Urlando | 1 min 51 s 87        | Krzysztof Chmielewski | 1 min 52 s 64     | Harrison Turner | 1 min 54 s 17    |
| Quatre nages                               | |                      | |                   | |                  |
| 200 m résultats détaillés                  | Léon Marchand | 1 min 53 s 68        | Shaine Casas | 1 min 54 s 30     | Hubert Kós | 1 min 55 s 34    |
| 400 m résultats détaillés                  | Léon Marchand | 4 min 4 s 73         | Tomoyuki Matsushita | 4 min 8 s 32      | NABWorld Aquatics : Neutral Athletes Team B (équipe B des athlètes neutres – athlètes russes autorisés –) Ilia Borodin | 4 min 9 s 16     |
| Relais                                     | |                      | |                   | |                  |
| 4 × 100 m nage libre résultats détaillés   | Australie- Flynn Southam - Kai Taylor - Maximillian Giuliani - Kyle Chalmers | 3 min 8 s 97 RC, RO  | Italie- Carlos D'Ambrosio - Thomas Ceccon - Lorenzo Zazzeri - Manuel Frigo - Leonardo Deplano                                           | 3 min 9 s 58 RN   | États-Unis- Jack Alexy - Patrick Sammon - Chris Guiliano - Jonny Kulow - Shaine Casas - Destin Lasco                   | 3 min 9 s 64     |
| 4 × 200 m nage libre résultats détaillés   | Grande-Bretagne- Matt Richards - James Guy - Jack McMillan - Duncan Scott - Evan Jones - Tom Dean | 6 min 59 s 84        | Chine- Ji Xinjie - Pan Zhanle - Wang Shun - Zhang Zhanshuo - Fei Liwei                                                                  | 7 min 0 s 91 RAs  | Australie- Flynn Southam - Charlie Hawke - Kai Taylor - Maximillian Giuliani - Edward Sommerville                      | 7 min 0 s 98     |
| 4 × 100 m quatre nages résultats détaillés | NABWorld Aquatics : Neutral Athletes Team B (équipe B des athlètes neutres – athlètes russes autorisés –)- Miron Lifintsev - Kirill Prigoda - Andrey Minakov - Egor Kornev - Kliment Kolesnikov - Ivan Kozhakin - Ivan Girev | 3 min 26 s 93 RC, RE | France- Yohann Ndoye-Brouard - Léon Marchand - Maxime Grousset - Yann Le Goff - Jérémie Delbois - Clément Secchi                        | 3 min 27 s 96 RN  | États-Unis- Tommy Janton - Josh Matheny - Dare Rose - Jack Alexy - Campbell McKean                                     | 3 min 28 s 62    |

### Femmes
| Épreuves                                   | Or | Or                    | Argent | Argent            | Bronze | Bronze         |
| ------------------------------------------ | --- | --------------------- | --- | ----------------- | --- | -------------- |
| Nage libre                                 | |                       | |                   | |                |
| 50 m résultats détaillés                   | Meg Harris | 24 s 02               | Wu Qingfeng | 24 s 26           | Cheng Yujie | 24 s 28        |
| 100 m résultats détaillés                  | Marrit Steenbergen | 52 s 55               | Mollie O'Callaghan | 52 s 67           | Torri Huske | 52 s 89        |
| 200 m résultats détaillés                  | Mollie O'Callaghan | 1 min 53 s 48         | Li Bingjie | 1 min 54 s 52     | Claire Weinstein | 1 min 55 s 07  |
| 400 m résultats détaillés                  | Summer McIntosh | 3 min 56 s 26         | Li Bingjie | 3 min 58 s 21 RAs | Katie Ledecky | 3 min 58 s 49  |
| 800 m résultats détaillés                  | Katie Ledecky | 8 min 5 s 62 RC       | Lani Pallister | 8 min 5 s 98 RO   | Summer McIntosh | 8 min 7 s 29   |
| 1 500 m résultats détaillés                | Katie Ledecky | 15 min 26 s 44        | Simona Quadarella | 15 min 31 s 79 RE | Lani Pallister | 15 min 41 s 18 |
| Dos                                        | |                       | |                   | |                |
| 50 m résultats détaillés                   | Katharine Berkoff | 27 s 08               | Regan Smith | 27 s 25           | Wan Letian | 27 s 30        |
| 100 m résultats détaillés                  | Kaylee McKeown | 57 s 16 RC, RO        | Regan Smith | 57 s 35           | Katharine Berkoff | 58 s 15        |
| 200 m résultats détaillés                  | Kaylee McKeown | 2 min 3 s 33 RC       | Regan Smith | 2 min 4 s 29      | Claire Curzan | 2 min 6 s 04   |
| Brasse                                     | |                       | |                   | |                |
| 50 m résultats détaillés                   | Ruta Meilutyte | 29 s 55               | Tang Qianting | 30 s 03           | Benedetta Pilato | 30 s 14        |
| 100 m résultats détaillés                  | Anna Elendt | 1 min 5 s 19 RN       | Kate Douglass | 1 min 5 s 27      | Tang Qianting | 1 min 5 s 64   |
| 200 m résultats détaillés                  | Kate Douglass | 2 min 18 s 50 RC, RAm | NABWorld Aquatics : Neutral Athletes Team B (équipe B des athlètes neutres – athlètes russes autorisés –) Evgeniia Chikunova | 2 min 19 s 96     | Kaylene Corbett NAAWorld Aquatics : Neutral Athletes Team A (équipe A des athlètes neutres – athlètes biélorusses autorisés –) Alina Zmushka | 2 min 23 s 52  |
| Papillon                                   | |                       | |                   | |                |
| 50 m résultats détaillés                   | Gretchen Walsh | 24 s 83               | Alexandria Perkins | 25 s 31 =RO       | Roos Vanotterdijk | 25 s 43        |
| 100 m résultats détaillés                  | Gretchen Walsh | 54 s 73 RC            | Roos Vanotterdijk | 55 s 84 RN        | Alexandria Perkins | 56 s 33        |
| 200 m résultats détaillés                  | Summer McIntosh | 2 min 1 s 99 RC, RAm  | Regan Smith | 2 min 4 s 99      | Elizabeth Dekkers | 2 min 6 s 12   |
| Quatre nages                               | |                       | |                   | |                |
| 200 m résultats détaillés                  | Summer McIntosh | 2 min 6 s 69          | Alex Walsh | 2 min 8 s 58      | Mary-Sophie Harvey | 2 min 9 s 15   |
| 400 m résultats détaillés                  | Summer McIntosh | 4 min 25 s 78 RC      | Jenna Forrester Mio Narita                                                                                                   | 4 min 33 s 26     | Non attribué | Non attribué   |
| Relais                                     | |                       | |                   | |                |
| 4 × 100 m nage libre résultats détaillés   | Australie - Mollie O'Callaghan - Meg Harris - Milla Jansen - Olivia Wunsch - Abbey Webb - Hannah Casey                                   | 3 min 30 s 60         | États-Unis - Simone Manuel - Kate Douglass - Erin Gemmell - Torri Huske - Anna Moesch                                        | 3 min 31 s 04     | Pays-Bas - Milou van Wijk - Tessa Giele - Sam van Nunen - Marrit Steenbergen - Femke Spiering                                                | 3 min 33 s 89  |
| 4 × 200 m nage libre résultats détaillés   | Australie - Lani Pallister - Jamie Perkins - Brittany Castelluzzo - Mollie O'Callaghan - Abbey Webb - Milla Jansen - Hannah Casey        | 7 min 39 s 35         | États-Unis - Claire Weinstein - Anna Peplowski - Erin Gemmell - Katie Ledecky - Simone Manuel - Anna Moesch - Bella Sims     | 7 min 40 s 01 RAm | Chine - Liu Yaxin - Yang Peiqi - Yu Yiting - Li Bingjie - Yu Zidi - Wu Qingfeng                                                              | 7 min 42 s 99  |
| 4 × 100 m quatre nages résultats détaillés | États-Unis - Regan Smith - Kate Douglass - Gretchen Walsh - Torri Huske - Katharine Berkoff - Lilly King - Claire Curzan - Simone Manuel | 3 min 49 s 34 RM      | Australie - Kaylee McKeown - Ella Ramsay - Alexandria Perkins - Mollie O'Callaghan - Sienna Toohey                           | 3 min 52 s 67     | Chine - Peng Xuwei - Tang Qianting - Zhang Yufei - Cheng Yujie - Wan Letian - Yang Chang - Yu Yiting - Wu Qingfeng                           | 3 min 54 s 77  |

### Mixte
| Épreuves                                   | Or | Or                   | Argent | Argent           | Bronze | Bronze           |
| ------------------------------------------ | --- | -------------------- | --- | ---------------- | --- | ---------------- |
| Relais                                     | |                      | |                  | |                  |
| 4 × 100 m nage libre résultats détaillés   | États-Unis - Jack Alexy - Patrick Sammon - Kate Douglass - Torri Huske - Chris Guiliano - Jonny Kulow - Simone Manuel | 3 min 18 s 48 RM     | NABWorld Aquatics : Neutral Athletes Team B (équipe B des athlètes neutres – athlètes russes autorisés –)- Egor Kornev - Ivan Girev - Daria Trofimova - Daria Klepikova - Vladislav Grinev - Alina Gaifutdinova - Milana Stepanova | 3 min 19 s 68 RE | France - Maxime Grousset - Yann Le Goff - Marie Wattel - Béryl Gastaldello - Rafael Fente-Damers - Albane Cachot | 3 min 21 s 35    |
| 4 × 100 m quatre nages résultats détaillés | NABWorld Aquatics : Neutral Athletes Team B (équipe B des athlètes neutres – athlètes russes autorisés –)- Miron Lifintsev - Kirill Prigoda - Daria Klepikova - Daria Trofimova - Danil Semianinov - Aleksandra Kuznetsova | 3 min 37 s 97 RC, RN | Chine - Xu Jiayu - Qin Haiyang - Zhang Yufei - Wu Qingfeng - Dong Zhihao - Yu Yiting - Cheng Yujie | 3 min 39 s 99    | Canada - Kylie Masse - Oliver Dawson - Josh Liendo - Taylor Ruck - Ingrid Wilm - Brooklyn Douthwright            | 3 min 40 s 90 RN |

## Tableau des médailles
- Pays organisateur (Singapour)

.
| Rang | Nation | Or | Argent | Bronze | Total |
| ---- | --- | -- | ------ | ------ | ----- |
| 1    | États-Unis | 9  | 11     | 9      | 29    |
| 2    | Australie | 8  | 6      | 6      | 20    |
| 3    | France | 4  | 1      | 3      | 8     |
| 4    | Canada | 4  | 0      | 4      | 8     |
| 5    | NABWorld Aquatics : Neutral Athletes Team B (équipe B des athlètes neutres – athlètes russes autorisés –)      | 3  | 4      | 1      | 8     |
| 6    | Chine | 2  | 6      | 6      | 14    |
| 7    | Allemagne | 2  | 2      | 1      | 5     |
| 8    | Roumanie | 2  | 0      | 0      | 2     |
| 8    | Tunisie | 2  | 0      | 0      | 2     |
| 10   | Italie | 1  | 4      | 2      | 7     |
| 11   | Afrique du Sud                                                                                                 | 1  | 2      | 1      | 4     |
| 12   | Royaume-Uni | 1  | 1      | 0      | 2     |
| 13   | Pays-Bas | 1  | 0      | 2      | 3     |
| 14   | Hongrie | 1  | 0      | 1      | 2     |
| 15   | Lituanie | 1  | 0      | 0      | 1     |
| 16   | Japon | 0  | 3      | 1      | 4     |
| 17   | Suisse | 0  | 2      | 0      | 2     |
| 18   | Belgique | 0  | 1      | 1      | 2     |
| 19   | Pologne | 0  | 1      | 0      | 1     |
| 20   | Corée du Sud                                                                                                   | 0  | 0      | 1      | 1     |
| 20   | Kirghizistan                                                                                                   | 0  | 0      | 1      | 1     |
| 20   | NAAWorld Aquatics : Neutral Athletes Team A (équipe A des athlètes neutres – athlètes biélorusses autorisés –) | 0  | 0      | 1      | 1     |
|      | | 42 | 44     | 41     | 127   |